# Einwellen-Anordnung
Von einer Einwellen-Anordnung (engl. Single Shaft) spricht man allgemein, wenn mehrere Kraft- und/oder Arbeitsmaschinen über eine gemeinsame Welle angetrieben werden oder diese antreiben.
Der Begriff ist besonders gebräuchlich bei
- Strahltriebwerken, wenn alle Stufen von Gasturbine und Turbokompressor auf einer Welle sitzen (Turbojet, im Gegensatz zum normalerweise zwei-welligen Turbofan).
- Gas-und-Dampf-Kombikraftwerken, wenn alle Maschinen des Turbosatzes (Gasturbine, Dampfturbine, Elektrischer Generator) auf einer Welle sitzen.